# Sokkolt kvarc
A sokkolt kvarc a kvarc egyik változata, amelynek a normál kvarcétól eltérő mikroszkópi képe van. Nagy nyomáson, de nem túl magas hőmérsékleten a normál kvarc kristályszerkezete kristálytani síkok mentén deformálódik. A kristályban így jelentkező síkokat – melyek mikroszkóppal vizsgálva gyakran lamellákként mutatkoznak – a planáris (lemezes) deformációs jelenségek körébe (angolul Planar Deformation Features, azaz PDF-ekhez), vagy más néven a sokk lamellákhoz sorolják.

## Felfedezése, előfordulása
Először földalatti nukleáris kísérleteket követően, annak hatásait értékelve figyelték meg: ezek a robbantások képesek voltak akkora nyomást előidézni, hogy a környező kőzetekben sokkolt kvarc képződött.
Eugene Merle Shoemaker mutatta meg, hogy ez a kvarcváltozat becsapódási kráterekben (pl. Barringer-kráter, Chicxulub-kráter) is előfordul, de ásványszemcséit felfedezte a Ries-kráter közelében található Nördlingen város régi épületeinek köveiben is.
Később világszerte megtalálták a kréta és a tercier kőzetek érintkezésénél előforduló vékony rétegben, amely a K-T határt képviseli: kristályainak jelenléte is azt bizonyítja (a rétegben megfigyelt irídiumdúsulás mellett), hogy a kréta időszak és a tercier határán meteoritbecsapódás történhetett.
Sokkolt kvarc társaságában gyakran előfordul a szilícium-dioxid polimorf módosulatai közül a coesit és a sztisovit. A három ásványt a sűrűségük alapján is el lehet különíteni egymástól:
- kvarc – sűrűsége 2,65 g/cm³
- coesit – sűrűsége 2,92 g/cm³
- sztisovit – sűrűsége 4,34 g/cm³

## Jelentősége
Hasonlóan a coesithoz és a sztisovithoz, jelenlétével igazolható, hogy egy természetes kráter meteoritbecsapódással keletkezett – azaz becsapódási kráter – és nem vulkáni kráter, mivel a vulkáni működés nem képes a sokkolt kvarc képződéséhez szükséges nyomást létrehozni.

## Fordítás
- Ez a szócikk részben vagy egészben  a   Shocked_quartz című angol Wikipédia-szócikk ezen változatának fordításán alapul.  Az eredeti cikk szerkesztőit annak laptörténete sorolja fel. Ez a jelzés csupán a megfogalmazás eredetét és a szerzői jogokat jelzi, nem szolgál a cikkben szereplő információk forrásmegjelöléseként.